# Llac d'Artosta
El llac d'Artosta (Artosta en occità, Artouste en francès) es troba als Pirineus, al Bearn, a una alçada de 1.997 m. D'origen glaciar, pertany a la Vall d'Aussau i està envoltat pel Parc Nacional dels Pirineus. Té una superfície de 56 ha i una fondària de 85 m.
S'alimenta principalment de tres rierols, que provenen dels llacs d'Arrémolit a través del rierol del mateix nom, del pic i llac d'Arriós i dels llacs de Vathbocon. El llac rep aigua també de tres preses d'aigua que es troben a la vall d'Asun (Vathvielh, Vathcrabèra i Larribet), que hidrogràficament pertanyen a la conca de la Gave de Pau. Desaigua a la Gave de Sossoéu.
El 1929 s'hi va construir una presa de granit de 27 m d'alçada per tal d'alimentar la central d'Artosta, a la vall d'Aussau; sota la presa hi una central subterrània (el salt d'aigua és de 73 m) i l'aigua és conduïda fins a la Sageta, tot resseguint la via fèrria, fins a la central.
S'hi poden trobar truites, comunes (Salmo trutta) i de rierol (Salvelinus fontinalis).
S'accedeix al llac mitjançant un tren turístic (Le petit train d'Artouste), l'estació final del qual és a uns 10 minuts a peu de la part superior de la presa. El tren es va construir originalment el 1924 per portar els treballadors i el material per a la construcció de la presa.